# Festival Internacional de Cine de Venecia de 2014
La 71.ª edición del Festival Internacional de Cine de Venecia tuvo lugar en la ciudad italiana del 27 de agosto al 6 de septiembre de 2014. La película sueca En duva satt på en gren och funderade på tillvaron (Una paloma se posó en una rama a reflexionar sobre la existencia), de Roy Andersson, ganó el León de Oro.

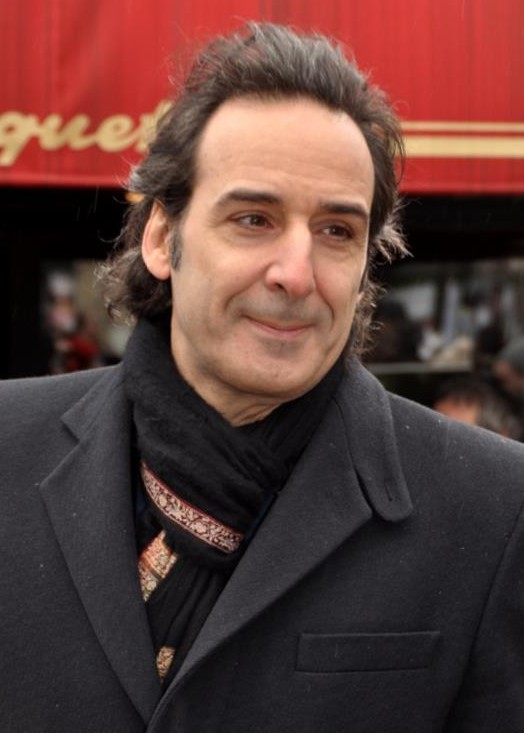
Alexandre Desplat, presidente del jurado de la 71.ª edición del FICV

El compositor francés Alexandre Desplat fue el presidente del jurado para la sección principal. Otros nombres destacados fueron la productora Thelma Schoonmaker y el director Frederick Wiseman.
Alejandro González Iñárritu, con su película Birdman, abrió el festival. Ann Hui, con su obra La Era Dorada, puso el broche la noche del cierre. La actriz italiana Luisa Ranieri presentó las jornadas de apertura y también de cierre del festival.
El cartel de festival fue un tributo a François Truffaut, pues retrata al joven Antoine Doinel, encarnado por el actor Jean-Pierre Léaud, en la obra más sobresaliente de Truffaut, Los 400 golpes.

## Jurado
Competición principal
- Alexandre Desplat: compositor francés (Presidente de Jurado)
- Joan Chen: director y actriz chinos
- Philip Groning: director alemán
- Jessica Hausner: director austriaco
- Jhumpa Lahiri: Novelista indio
- Sandy Powell: diseñador de moda inglés
- Tim Roth: actor británico
- Elia Suleiman: director palestino
- Carlo Verdone: director y actor italiano

Horizontes (Orizzonti)
- Ann Hui: director de Hong Kong (Presidente de Jurado)
- Moran Atias: actriz israelí
- Pernilla August: director y actriz suecos
- David Chase: director y escritor americanos
- Mahamat-Saleh Haroun: Chadian Director
- Roberto Minervini: director italiano
- Alin Taşçıyan: Crítico turco

Luigi De Laurentiis
- Alice Rohrwacher: director italiano (Presidente de Jurado)
- Lisandro Alonso: director argentino
- Ron Mann: director canadiense
- Vivian Qu: director chino
- Razvan Radulescu: Novelista y director rumano

## Selección oficial

### En Competición
Las películas siguientes fueron seleccionadas para la competición principal:
| Título español                                                   | Título original                                    | Director(s)                 | País de producción                                    |
| ---------------------------------------------------------------- | -------------------------------------------------- | --------------------------- | ----------------------------------------------------- |
| 99 Homes                                                         | 99 Homes                                           | Ramin Bahrani               | Estados Unidos                                        |
| Una paloma se posó en una rama a reflexionar sobre la existencia | En duva satt på en gren och funderade på tillvaron | Roy Andersson               | Suecia, Alemania, Noruega, Francia                    |
| Birdman                                                          | Birdman or (The Unexpected Virtue of Ignorance)    | Alejandro González Iñárritu | Estados Unidos                                        |
| Almas negras                                                     | Anime nere                                         | Francesco Munzi             | Italia, Francia                                       |
| Lejos de los hombres                                             | Lomo des hommes                                    | David Oelhoffen             | Francia                                               |
| Dispara sobre la llanura                                         | Nobi                                               | Shinya Tsukamoto            | Japón                                                 |
| Good Kill                                                        | Good Kill                                          | Andrew Niccol               | Estados Unidos                                        |
| Hungry Hearts                                                    | Hungry Hearts                                      | Saverio Costanzo            | Italia                                                |
| Leopardi                                                         | Il giovane favoloso                                | Mario Martone               | Italia                                                |
| El precio de fama                                                | La Rançon de la gloire                             | Xavier Beauvois             | Francia, Bélgica, Suiza                               |
| Le Dernier Golpe de marteau                                      | Le Dernier Golpe de marteau                        | Alix Delaporte              | Francia                                               |
| Manglehorn                                                       | Manglehorn                                         | David Gordon Green          | Estados Unidos                                        |
| Pasolini                                                         | Pasolini                                           | Abel Ferrara                | Francia, Bélgica, Italia                              |
| Red Amnesia                                                      | 闯入者                                             | Wang Xiaoshuai              | China                                                 |
| Sivas                                                            | Sivas                                              | Kaan Müjdeci                | Turquía                                               |
| Relatos iraníes                                                  | قصه ها (Ghesse-ha)                                 | Rakhshan Bani-E'temad       | Irán                                                  |
| The Cut                                                          | The Cut                                            | Fatih Akın                  | Alemania, Francia, Italia, Canadá, Polonia, Turquía   |
| La mirada del silencio                                           | Senyap                                             | Joshua Oppenheimer          | Dinamarca, Finlandia, Indonesia, Noruega, Reino Unido |
| El cartero de las noches blancas                                 | Belye nochi pochtalona Alekseya Tryapitsyna        | Andrei Konchalovsky         | Rusia                                                 |
| Tres corazones                                                   | 3 cœurs                                            | Benoît Jacquot              | Francia                                               |

### Fuera de Competición
Las películas siguientes fueron seleccionadas para ser exhibidas fuera de competición:
| Título español         | Título original        | Director(s) | País de producción                    |
| ---------------------- | ---------------------- | --- | ------------------------------------- |
| Words with Gods        | Words with Gods        | Guillermo Arriaga, Emir Kusturica, Amos Gitai, Mira Nair, Warwick Thornton, Hector Babenco, Bahman Ghobadi, Hideo Nakata, Álex de la Iglesia | México, Estados Unidos                |
| Lío en Broadway        | She's Funny That Way   | Peter Bogdanovich | Estados Unidos                        |
| Dearest                | 親愛的                 | Peter Chan | Hong Kong, China                      |
| Olive Kitteridge       | Olive Kitteridge       | Lisa Cholodenko | Estados Unidos                        |
| Enterrando a mi Ex     | Burying the Ex         | Joe Dante | Estados Unidos                        |
| Pérez.                 | Pérez.                 | Edoardo de Angelis | Italia                                |
| La zuppa del demonio   | La zuppa del demonio   | Davide Ferrario | Italia                                |
| The Sound and the Fury | The Sound and the Fury | James Franco | Estados Unidos                        |
| Tsili                  | Tsili                  | Amos Gitai | Israel, Rusia, Italia, Francia        |
| La trattativa          | La trattativa          | Sabina Guzzanti | Italia                                |
| The Golden Era         | 黃金時代               | Ann Hui | China, Hong Kong                      |
| Hwajang                | 화장                   | Im Kwon-taek | Corea del Sur                         |
| La sombra del actor    | The Humbling           | Barry Levinson | Estados Unidos                        |
| El viejo de Belén      | O velho restelo        | Manoel de Oliveira | Portugal, Francia                     |
| Italy in a Day         | Un giorno da italiani  | Gabriele Salvatores | Italia, Reino Unido                   |
| En el sótano           | Im Keller              | Ulrich Seidl | Austria                               |
| Los Boxtrolls          | The Boxtrolls          | Anthony Stacchi, Graham Annable | Estados Unidos                        |
| Nymphomaniac           | Nymphomaniac           | Lars von Trier | Dinamarca, Alemania, Francia, Bélgica |

### Horizontes
Las películas siguientes fueron seleccionadas para la sección Horizontes (Orizzonti):

#### Largometrajes
| Título inglés                    | Título original                  | Director(s)                       | País de producción                                   |
| -------------------------------- | -------------------------------- | --------------------------------- | ---------------------------------------------------- |
| Theeb                            | ذيب                              | Naji Abu Nowar                    | Jordania, Emiratos árabes Unidos, Catar, Reino Unido |
| Line of Credit                   | Kreditis Limiti                  | Salome Alexi                      | Georgia, Alemania, Francia                           |
| Guerra total                     | Cymbeline                        | Michael Almereyda                 | Estados Unidos                                       |
| No hay piedad                    | Senza nessuna pietà              | Michele Alhaique                  | Italia                                               |
| Near Death Experience            | NDE (Near Death Experience)      | Benoit Delepine , Gustave Kervern | Francia                                              |
| La vita oscena                   | La vita oscena                   | Renato de Maria                   | Italia                                               |
| Réalité                          | Réalité                          | Quentin Dupieux                   | Francia, Bélgica                                     |
| Goodnight Mommy                  | Ich seh, Ich seh                 | Veronika Franz, Severin Fiala     | Austria                                              |
| Hill of Freedom                  | 자유의 언덕                      | Hong Sang-soo                     | Corea del Sur                                        |
| Bypass                           | Bypass                           | Duane Hopkins                     | Reino Unido                                          |
| The President                    | The President                    | Mohsen Makhmalbaf                 | Georgia, Francia, Reino Unido, Alemania              |
| Jackie & Ryan                    | Jackie & Ryan                    | Ami Canaan Mann                   | Estados Unidos                                       |
| Belluscone. Una storia siciliana | Belluscone. Una storia siciliana | Franco Maresco                    | Italia                                               |
| Nabat                            | Nabat                            | Elchin Musaoglu                   | Azerbaiyán                                           |
| Heaven Knows What                | Heaven Knows What                | Josh Safdie, Ben Safdie           | Estados Unidos, Francia                              |
| These Are the Rules              | Takva Su Pravila                 | Ognjen Svilicic                   | Croacia, Francia, Serbia, Macedonia                  |
| Tribunal                         | Court                            | Chaitanya Tamhane                 | India                                                |

#### Cortometrajes
| Título original      | Director(s)               | País de producción  |
| -------------------- | ------------------------- | ------------------- |
| La bambina           | Ali Asgari                | Italia, Irán        |
| Ferdinand Knapp      | Andrea Baldini            | Francia             |
| Mademoiselle         | Guillaume Gouix           | Francia             |
| Castillo y el Armado | Pedro Harres              | Brasil              |
| Pat-Lehem            | Idan Hubel                | Israel              |
| 3/105                | Avelina Prat, Diego Opazo | España              |
| Maryam               | Sidi Saleh                | Indonesia           |
| Arta                 | Adrian Sitaru             | Rumanía             |
| Era Apocrypha        | Brendan Sweeny            | Estados Unidos      |
| 大暑                 | Chen Tao                  | China               |
| Cams                 | Carl-Johan Westregård     | Suecia              |
| Fi Al Waqt Al Dae'un | Rami Yasin                | Jordania, Palestine |

#### Fuera de Competición
| Título original     | Director(s)                                                        | País de producción |
| ------------------- | ------------------------------------------------------------------ | ------------------ |
| Io sto con la sposa | Antonio Augugliaro, Gabriele Del Grande, Khaled Soliman Al Nassiry | Italia, Palestine  |
| Lift You Up         | Ramin Bahrani                                                      | Estados Unidos     |
| L'attesa del maggio | Simone Massi                                                       | Italia             |

## Secciones autónomas

### Semana Internacional de la Crítica
Las películas siguientes fueron seleccionadas para la 29ª. Semana Internacional de la Crítica del Festival de Cine de Venecia:

#### Largometrajes
| Título en español                 | Título original            | Director(s)         | País de producción                  |
| --------------------------------- | -------------------------- | ------------------- | ----------------------------------- |
| Bailando con Maria                | Dancing with Maria         | Ivan Gergolet       | Italia, Argentina, Eslovenia        |
| Terre battue                      | Terre battue               | Stéphane Demoustier | Francia                             |
| El concilio de los pájaros        | Zerrumpelt Herz            | Timm Kroger         | Alemania                            |
| No One's Child                    | Ničije dete                | Vuk Ršumović        | Serbia                              |
| The Coffin in the Mountain        | 殡棺                       | Xin Yukun           | China                               |
| Flapping in the Middle of Nowhere | Đập cánh giữUn không trung | Nguyễn Hoàng Điệp   | Vietnam, Francia, Noruega, Alemania |
| Villa Touma                       | Villa Touma                | Suha Arraf          | Israel, Alemania                    |

#### Fuera de Competición
| Título original   | Director(s)   | País de producción |
| ----------------- | ------------- | ------------------ |
| Melbourne         | Nima Javidi   | Irán               |
| Arance e Martello | Diego Bianchi | Italia             |

### Venice Days
Las películas siguientes fueron seleccionadas para la 11.ª edición de la sección de Venice Days (Giornate degli Autori):

#### Selección oficial
| Título en español      | Título original    | Director(s)               | País de producción      |
| ---------------------- | ------------------ | ------------------------- | ----------------------- |
| El 5 de Talleres       | El 5 de Talleres   | Adrián Biniez             | Argentina, Uruguay      |
| Regreso a Ítaca        | Retour à Ithaque   | Laurent Cantet            | Francia                 |
| Before I Disappear     | Before I Disappear | Shawn Christensen         | Estados Unidos          |
| The Smell of Us        | The Smell of Us    | Larry Clark               | Francia                 |
| Messi                  | Messi              | Álex de la Iglesia        | España, Argentina       |
| I nostri ragazzi       | I nostri ragazzi   | Ivano De Matteo           | Italia                  |
| Les nuits d'été        | Les nuits d'été    | Mario Fanfani             | Francia                 |
| Patria                 | Felice Farina      | Italia                    |                         |
| La fiesta de despedida | Mita Tova          | Tal Granit, Sharon Maymon | Israel, Alemania        |
| Métamorphoses          | Métamorphoses      | Christophe Honoré         | Francia                 |
| Between 10 and 12      | Tussen 10 en 12    | Peter Hoogendoorn         | Países Bajos            |
| One on One             | 일대일             | Kim Ki-duk                | Corea del Sur           |
| El Goob                | El Goob            | Guy Myhill                | Reino Unido             |
| Labour of Love         | Asha jaoar majhe   | Aditya Vikram Sengupta    | India                   |
| Han Huido              | Él ovat paenneet   | JP Valkepää               | Finlandia, Países Bajos |

#### Proyecciones especiales
| Título original    | Director(s) | País de producción |
| ------------------ | --- | ------------------ |
| 9x10 novanta       | Marco Bonfanti, Sara Fgaier, Claudio Giovannesi, Alina Marazzi, Pietro Marcello, Giovanni Piperno, Costanza Quatriglio, Paola Randi, Alice Rohrwacher, Roland Sejko | Italia             |
| The Show MAS Go On | Rä di Martino | Italia             |
| The Lack           | Masbedo | Italia             |
| Five Star          | Keith Miller | Estados Unidos     |

#### Miu Miu Los cuentos de las mujeres
| Título original | Director(s)   | País de producción     |
| --------------- | ------------- | ---------------------- |
| Spark and Light | Tan Yong Kim  | Italia, Estados Unidos |
| Nanimono        | Miranda julio | Italia, Estados Unidos |

#### Premio Lux
| Título inglés    | Título original    | Director(s)       | País de producción |
| ---------------- | ------------------ | ----------------- | ------------------ |
| Enemigo de clase | Razredni sovražnik | Rok Biček         | Eslovenia          |
| Ida              | Ida                | Paweł Pawlikowski | Polonia, Dinamarca |
| Girlhood         | Bande de filles    | Céline Sciamma    | Francia            |

## Venice Classics
Las películas siguientes estuvieron seleccionadas para ser exhibidas en la sección de Venice Classics:
| Título español                        | Título original                 | Director(s)                         | País de producción          |
| ------------------------------------- | ------------------------------- | ----------------------------------- | --------------------------- |
| La novia                              | Gelin                           | Lutfi Akad                          | Turquía                     |
| Poltrone rosse, parma e il cine       | Poltrone rosse, parma e il cine | Francesco Barilli                   | Italia                      |
| China está cerca                      | La Cina è vicina                | Marco Bellocchio                    | Italia                      |
| Mouchette                             | Mouchette                       | Robert Bresson                      | Francia                     |
| Suspense                              | The Innocents                   | Jack Clayton                        | Reino Unido                 |
| Yo paseo por Moscú                    | Ya shagayu po Moskve            | Georgiy Daneliya                    | Unión Soviética             |
| Umberto D.                            | Umberto D.                      | Vittorio De Sica                    | Italia                      |
| La máscara de hierro                  | The Iron Mask                   | Allan Dwan                          | Estados Unidos              |
| La audiencia                          | L'udienza                       | Marco Ferreri                       | Italia                      |
| Sin final                             | Bez końca                       | Krzysztof Kieślowski                | Polonia                     |
| Sin piedad                            | Senza pietà                     | Alberto Lattuada                    | Italia                      |
| El Guerrero                           | Maciste alpino                  | Luigi Maggi, Luigi Romano Borgnetto | Italia                      |
| L'amore difficile                     | L'amore difficile               | Nino Manfredi                       | Italia                      |
| Ellos y ellas                         | Guys and Dolls                  | Joseph L. Mankiewicz                | Estados Unidos              |
| Altman                                | Altman                          | Ron Mann                            | Canadá                      |
| El hombre de Laramie                  | Man from Laramie                | Anthony Mann                        | Estados Unidos              |
| Todo modo                             | Todo modo                       | Elio Petri                          | Italia                      |
| El amor existe                        | L'amour existe                  | Maurice Pialat                      | Francia                     |
| Macbeth                               | Macbeth                         | Roman Polanski                      | Reino Unido, Estados Unidos |
| Los cuentos de Hoffman                | The Tales of Hoffmann           | Michael Powell, Emeric Pressburger  | Reino Unido                 |
| Una jornada particular                | Una giornata particolare        | Ettore Scola                        | Italia                      |
| Solo sabe                             | Kanojo dake ga shitte iru       | Osamu Takahashi                     | Japón                       |
| Besos robados                         | Baisers volés                   | François Truffaut                   | Francia                     |
| Flowers of Taipei – Taiwan New Cinema | 光陰的故事 －台灣新電影         | Hsieh Barbilla Lin                  | Taiwán                      |

## Premios
Los siguientes premios fueron presentados en la 71.ª edición:

### Selección oficial
- León de Oro – Una paloma se posó en una rama a reflexionar sobre la existencia de Roy Andersson
- León de plata: Andréi Konchalovski por El cartero de las noches blancas
- León de Plata - Gran Premio del Jurado: La mirada del silencio por Joshua Oppenheimer
- Copa Volpi:
  - Mejor actor – Adam Driver por Hungry Hearts
  - Mejor actriz – Alba Rohrwacher por Hungry Hearts
- Premio Marcello Mastroianni: Romain Paul por Le Dernier Golpe de marteau
- Premio Osella al mejor guionː Rakhshan Bani-E'temad por Cuentos
- Premio Especial del Jurado: Sivas por Kaan Mujdeci

León del Futuro
- León del Futuro – Premio Luigi De Laurentiis en una Película de Debutː Tribunal de Chaitanya Tamhane

Premios especiales
- León dorado por una trayectoriaː Thelma Schoonmaker y Frederick Wiseman
- Premio Visionary de talento: Frances McDormand[16]

Horizontes (Orizzonti)
- Mejor películaː Tribunal de Chaitanya Tamhane
- Mejor directorː Theeb por Naji Abu Nowar
- Premio Especial del Juradoː Belluscone. Una storia siciliana de Franco Maresco
- Premio especial al mejor actor o actrizː Emir Hadžihafizbegović para These Are the Rules
- Premio al mejor corto - Maryam por Sidi Saleh

### Premios de secciones independientes
Los siguientes films fueron premiados en la secciones independientes:
Semana Internacional de la Crítica de Venecia
- Premio RaroVideo del públicoː No One's Child de Vuk Ršumović
- Premios FEDEORA
- Mejor guiónːNo One's Child de Vuk Ršumović
- Mejor películaː Flapping in the Middle of Nowhere por Nguyễn Hoàng Điệp
- Prmeio FIPRESCI - Mejor película: No One's Child (Nicije dete) de Vuk Ršumović[19]
- Premio "Civitas Vitae prossima": Ivan Gergolet por Bailando con María

Venice Días (Giornate degli Autori)
- Premio Venice Daysː Regreso a Ítaca de Laurent Cantet
- Premio BNL elección del público: La fiesta de despedida por Tal Granit y Sharon Maymon
- Premio Label Europa a la mejor película europeaː I nostri ragazzi de Ivano de Matteo

Premio Fedeora
- Mejor películaː One on One de Kim Ki-duk
- Mejor director debutanteː Aditya Vikram Sengupta por Labour of Love

- Queer Lionː Les nuits d'été de Mario Fanfani
- Premio Brian - UAAR - La fiesta de despedida por Tal Granit y Sharon Maymon
- Premio Gillo Pontecorvo Arcobaleno Latinoː The Show MAS Go On de Rä di Martino
- Premio Cineciboː I nostri ragazzi de Ivano de Matteo

Prmeio Francesco Pasinetti
- Mejor Películaː Almas negras de Francesco Munzi
- Mejor actorː Elio Germano por Leopardi
- Mejor actrizː Alba Rohrwacher por Hungry Hearts
- Premio especial Pasinettiː I nostri ragazzi de Ivano de Matteo

1.º Akai Festival de cine Internacional
- Mejor debutː Xin Yucun por El Ataúd en la Montaña
- Mejor directorː Francesco Munzi por Almas negras
- Mejor actorː Jacopo Olmo Antinori por I nostri ragazzi
- Mejor actrizː Iaia Forte por Leopardi, El Espectáculo MAS Ir en y La vita oscena

### Otros premios
Los siguientes premios fueron concedidos a películas de la sección oficial:
- Premio FIPRESCI a la mejor película: La mirada del silencio de Joshua Oppenheimer[19]
- Premio SIGNIS: Lejos de los hombres de David Oelhoffen

Mención especialː 99 Homes de Ramin Bahrani
- Premio Francesco Pasinetti (SNGCI):
  - Mejor película: Almas negras de Francesco Munzi
  - Mejor Actor: Elio Germano por Leopardi
  - Mejor actriz: Alba Rohrwacher por Hungry Hearts
  - Mención especialː Saverio Costanzo por Hungry Hearts
  - Mención especialː Pierfrancesco Favino por Without Pity (Horizons)
- Premio Leoncino d'Oro Agiscuola: Birdman de Alejándro G. Iñárritu

Mención UNICEF: Hungry Hearts de  Saverio Costanzo
- Premio Arca CinemaGiovani:
  - Mejor película Venezia 71: Lejos de los hombres de David Oelhoffen
  - Mejor película italiana: Belluscone. Una storia siciliana de Franco Maresco (Horizons)
- Premio CICAE - Cinema d’Arte e d’Essai: Heaven Knows What de Josh and Ben Safdie (Horizons)
- FEDIC Award: On the Bride's Side (Io sto con la sposa) by Antonio Augugliaro, Gabriele Del Grande, Khaled Soliman Al Nassiry (Horizons)

Mención especialː Italy in a Day de Gabriele Salvatores
- Premio Fondazione Mimmo Rotella: Luigi Musini (productor) por Almas negras
- Premio Future Film Festival Digital: Birdman de Alejándro G. Iñárritu

Mención especialː Italy in a day de Gabriele Salvatores
- Premio P. Nazareno Taddei: Birdman de Alejándro G. Iñárritu
- Lanterna Magica (CGS) Award: Le dernier coup de marteau de Alix Delaporte
- Ratón de Oro: La mirada del silencio de Joshua Oppenheimer
- Ratón de Plata: Olive Kitteridge de Lisa Cholodenko (Out of competition)
- The Most Innovative Budget: Italy in a Day by Gabriele Salvatores
- Premio Interfilm por la promoción del diálogo interreligioso: Lejos de los hombres de David Oelhoffen
- Young Jury Members of the Vittorio Veneto Film Festival:
  - Mejor película: 99 Homes by Ramin Bahrani
  - Mejor actor: Elio Germano (actor) for Leopardi

Mención especialː Fatih Akin (director) for The Cut
- Premio Green Drop: El cartero de las noches blancas de Andrei Konchalovsky
- Premios Soundtrack Stars 
  - Premio elección de la crítica: Alexandre Desplat (Presidenteñ jurado de Venecia 71 )
  - Mejor BSO: Birdman de Alejandro González Iñárritu
- Premio Schermi di Qualità – Carlo Mazzacurati: Almas negras de Francesco Munzi
- Premio Human Rights Nights:
  - On the Bride's Side de Antonio Augugliaro, Gabriele Del Grande, Khaled Soliman Al Nassiry
  - La mirada del silencio de Joshua Oppenheimer
- Premio Piccioni: BSO de Leopardi (música de Sascha Ring)
- Premio AssoMusica “Ho visto una Canzone”: canciónJust One Day, del film Italy in a day
- Premio Sorriso diverso Venezia 2014: On the Bride's Side de Antonio Augugliaro, Gabriele Del Grande, Khaled Soliman Al Nassiry
- 1º Akai International Film Festival[22]
  - Mejor director revelación: Xin Yukun por The Coffin in the Mountain
  - Mejor director: Francesco Munzi por Almas negras
  - Mejor actriz: Iaia Forte por Leopardi, The Show MAS Go On & La vita oscena